# Excès de confiance (film)
Pour la notion psychologique, voir Excès de confiance.
Pour plus de détails, voir Fiche technique et Distribution.
Excès de confiance ou L'Inconnu au Québec (Never Talk to Strangers) est un film américain réalisé en 1995 par Peter Hall.

## Synopsis
Sarah Taylor, psychologue judiciaire, mène une existence terne et solitaire jusqu'au jour où elle rencontre Tony Ramirez, un ex-policier de Porto Rico. Très vite, ils entament une liaison passionnée. Tout semble sourire enfin à Sara. Mais elle commence à recevoir des menaces très inquiétantes.

## Fiche technique
- Titre : Excès de confiance
- Titre québécois : L'Inconnu
- Titre original : Never Talk to Strangers
- Réalisation : Peter Hall
- Scénario : Lewis A. Green et Jordan Rush
- Musique : Pino Donaggio
- Photographie : Elemér Ragályi
- Montage : Roberto Silvi
- Production : Andras Hamori, Jeffrey R. Neuman et Martin Wiley
- Société de production : TriStar Pictures, Abaton Filmhauswertung, Alliance Communications Corporation, Elite Filmproduktion et Never Talk to Strangers Productions
- Société de distribution : Columbia TriStar Films (France) et TriStar Pictures (États-Unis)
- Pays :  États-Unis,  Canada et  Allemagne
- Genre : Drame, romance et thriller érotique
- Durée : 86 minutes
- Dates de sortie :
  -  États-Unis : 20 octobre 1995
  -  France : 8 mai 1996

## Distribution
- Rebecca De Mornay (VF : Béatrice Agenin ; VQ : Claudie Verdant) : Dr Sarah Taylor
- Antonio Banderas (VF : Christian Brendel ; VQ : Luis de Cespedes) : Tony Ramirez
- Dennis Miller (VQ : Benoît Rousseau) : Cliff Raddison
- Harry Dean Stanton (VQ : Hubert Fielden) : Max Cheski
- Eugene Lipinski (VQ : Louis-Georges Girard) : Dudakoff
- Len Cariou (VQ : Vincent Davy) : Henry Taylor
- Martha Burns (VQ : Lisette Dufour) : Maura
- Tim Kelleher (VQ : Pierre Auger (acteur)) : Wabash
- Beau Starr : Grogan

Source et légende : Version québécoise (V. Q.) sur Doublage QC.